# Cora de Yayyan
La Cora de Yayyan (en árabe: جيان‎, Ŷaīyān) era una de las divisiones territoriales en que estaba organizado el Califato de Córdoba, y una de las más extensas de Mawsat al-Ándalus, extendiéndose por la actual provincia de Jaén, más el norte de las de Granada y Almería y parte de la de Ciudad Real.
Aunque casi todas las fuentes coinciden en la denominación de la Cora como Yayyan, al-Idrisi (siglo xii) se refiere a ella como al-Busârrât (Las montañas), nombre que era usado en la época del emirato.

## Extensión y límites
Ahmad al-Razi, el historiador y geógrafo andalusí (siglo x), indica que la Cora de Yayyan limitaba al sur con la cora de Elvira, al oeste con las de Córdoba, Cabra y Fahs al-Ballut, y al este con la de Tudmir. Otro geógrafo posterior, Yaqut, añade que limitaba al norte con la Cora de Toledo. Incluía el Valle del Guadalquivir, el Valle del Almanzora, Sierra Morena, las sierras de Cazorla, Segura, Mágina, Castril y La Sagra, además del altiplano de Huéscar. El territorio llegaba hasta la meseta, pues Ibn Hayyan indica en su Muqtabas V que el lugar de al-Gudur, que suele identificarse con las Lagunas de Ruidera, pertenecía a la Cora de Yayyán. Era, por tanto, una cora rica y poderosa, con variada producción agrícola, dividida en varios iqlim.

## Organización administrativa
Aunque ninguna fuente medieval relaciona, ni siquiera de forma parcial, las divisiones interiores de la Cora de Yayyan (iqlim, yûz, ḥiṣn, etc.), al contrario de lo que ocurre con la vecina cora de Elvira, a la que Al-Udri atribuye 65 distritos, los investigadores han concluido que estaba dividida en, al menos, 17 iqlims cuya existencia está datada en diversos textos (Ibn Hayyan, Al-Muqaddasi, Al-Razi, Ibn Galib, etc). Las capitales de estos distritos, eran: al-Nîska, Andûyar (Andújar), Aryûna (Arjona), Bayyâsa (Baeza), Basta (Baza), Bulkûna, (Porcuna), Muntilûm, Qarsis (Garcíez), Qastalla (Cazalilla), Raymiyya (o Madinat Râsid), Sant-Astiban (Santisteban del Puerto), Sawdar (Jódar), Sumuntân, Tuss (Martos), Ubbada (Úbeda), Wâdi ‘Abd Allâh (La Guardia, llamada anteriormente Mantïsa) y Yayyân.
Muchas de estas ciudades no tienen una identificación clara, como es el caso de Sumuntân, cuya ubicación está centrada en las laderas septentrionales de Sierra Mágina, aunque los autores dudan entre las localidades de Albanchez de Úbeda, Jimena o Torres. Es el caso, igualmente, de al-Nîska, situada en la sierra de Segura y que algunos autores identifican con la Saqûra (Segura de la Sierra) del siglo xi, y otros con la ciudad de Qaysâta (Quesada). En otros casos, como el de Basta, en cuya circunscripción se incluían ciudades como Bursâna (Purchena) o Tâyula (Tíjola), en la actual provincia de Almería, su pertenencia a la cora de Yayyan está documentada en 974, durante el califato de al-Hakam II, pero sin embargo, en época de 'Abd al-Rahmân III, es citada por Ibn Hayyan como Cora independiente.
De todas las ciudades citadas, solamente Úbeda fue de nueva fundación, iniciada en época del Emirato (hacia 830). Además de ellas, existían otros enclaves de cierto interés, cuyo carácter de iqlim no está comprobado, como es el caso de al-Yafr, Bigû (ambas sin localizar, aunque esta a veces se relaciona con Pegalajar), al-Arbi'â (Larva), Qastalûna (la Cástulo romana, que se mantuvo hasta finales del siglo x), la ya citada al-Gudur (en torno a las lagunas de Ruidera), Hisn Kinâna (Canena), y otras.

## La capital de la Cora
Desde la ocupación árabe en el 711, la capital fue situada en una de las ciudades —según los autores árabes— más antiguas de la Cora de Yayyan, Mantïsa (La Guardia de Jaén), que era una las principales ciudades de la zona cuando se produjo la invasión musulmana. Los cambios en la división administrativa posteriores desencadenaron el traslado final a la actual Jaén, en el emirato de Abderramán II a mediados del siglo ix.
A partir de su traslado desde La Guardia, la capital estuvo siempre residenciada en la misma ciudad, inicialmente conocida como Awraba o Ûrba y mencionada, ya en el siglo x, por al-Razi como al-Hadira, es decir, la capital, y que más tarde pasó a denominarse como la propia cora, Yayyán, lo que se convirtió en Jaián (Iahen) y, finalmente, Jaén. Hay, no obstante, algún autor aislado que ha considerado a la ciudad de Sawdar (Jódar), como capital de la Cora hasta el siglo xi, es decir casi hasta su conversión en la Taifa de Jaén.
La conversión de Jaén en capital de la Cora suele datarse en la época de Abderramán II, especialmente por la construcción de una gran mezquita como consecuencia de un importante incremento de su población, lo que se suele considerar como indicio de la adquisición de funciones administrativas adicionales.